# Marguerite Derrida
Pour les articles homonymes, voir Derrida.
Marguerite Derrida, née Aucouturier le 7 juillet 1932 à Prague (Tchécoslovaquie) et morte le 21 mars 2020 à Paris, est une psychanalyste française, connue comme traductrice d'ouvrages psychanalytiques.

## Biographie
Marguerite Derrida naît à Prague. Elle est la fille du journaliste et traducteur Gustave Aucouturier et de Marie Alferi, qui est d'origine tchèque, et la sœur de l'universitaire et spécialiste de l’œuvre de Boris Pasternak, Michel Aucouturier. Elle se forme comme psychanalyste à la Société psychanalytique de Paris dont elle devient membre et traduit plusieurs ouvrages de Melanie Klein, notamment Essais de psychanalyse. Elle traduit également l'ouvrage de Vladimir Propp, Morphologie du conte, et celui de Roman Jakobson,  La Génération qui a gaspillé ses poètes. Elle se forme à l'anthropologie auprès d'André Leroi-Gourhan dans les années 1960.

### Vie privée
Marguerite Aucouturier épouse le philosophe Jacques Derrida le 9 juin 1957 à Cambridge, ; ensemble ils ont deux fils, dont l'écrivain Pierre Alferi,.
Elle apparaît dans deux films documentaires où elle s'exprime sur la vie de son époux, leur vie familiale à Ris-Orangis,,.
Elle meurt du Covid-19 à la maison de retraite de la Fondation Rothschild,,, et est inhumée auprès de son époux au cimetière communal de Ris-Orangis (Essonne).

## Traductions
- Melanie Klein :
  - Essais de psychanalyse. 1921-1945, Paris, Payot, 1984.
  - Deuil et dépression, Paris, Payot et Rivages, 2004
  - Psychanalyse d'enfants, Paris, Payot et Rivages, 2005
  - Le complexe d'Œdipe, Paris, Payot et Rivages, 2006
  - Sur l'enfant, Paris, Payot et Rivages, 2012
- Iouri Ianovski, Les Cavaliers, Paris, Gallimard, trad. en collaboration avec P. Zankiévitch et Elyane Jacquet, revue et présentée par Louis Aragon, 1957
- Maxime Gorki, Vie de Klim Samguine, 1961
- Vladimir Propp, Morphologie du conte, 1970
- Roman Jakobson, La génération qui a gaspillé ses poètes, Paris, Allia, 2001, 70 p.  (ISBN 2844850502).